# 九鬼隆直
九鬼 隆直（くき たかなお）は、江戸時代前期から中期にかけての大名。丹波国綾部藩3代藩主。官位は従五位下豊前守、長門守。

## 略歴
大身旗本・松平信定の十一男として誕生。
元禄9年（1696年）、先代藩主の九鬼隆常の養嗣子となる。元禄11年（1698年）、養父の死により跡を継いだ。しかし藩政においては江戸の藩邸が焼失し、さらに風水害や火事などの天災によって藩は多難を極め、藩財政は悪化した。正徳3年（1713年）1月30日、家督を養嗣子の隆寛に譲って瑞翁と号した。宝暦2年（1752年）8月4日、66歳で死去した。法号は瑞翁了閑誠諦院。
大名ながら起倒流柔術の滝野遊軒の高弟であり、隆直以降、起倒流が九鬼家の家伝の武術となった。

## 系譜
- 父：松平信定（1627-1717）
- 母：不詳
- 養父：九鬼隆常（1646-1698）
- 正室：青山忠重の娘
- 生母不明の子女
  - 長男：九鬼隆英（1715-1746） - 九鬼隆寛の養子
- 養子
  - 男子：九鬼隆寛（1700-1786） - 建部政周の三男